# Лапшиха (Нижньогородська область)
Лапшиха (рос. Лапшиха) — присілок в Дальнеконстантиновському районі Нижньогородської області Російської Федерації.
Населення становить 70 осіб. Входить до складу муніципального утворення Кужутська сільрада.

## Історія
Від 2009 року входить до складу муніципального утворення Кужутська сільрада.

## Населення
| 2002 | 2010 |
| ---- | ---- |
| 86   | ↘70  |